# Зверороботы
«Трансформеры: Зверороботы» (иначе просто «Зверороботы», англ. Transformers: Beast Machines) — американский мультсериал, один из многочисленных сериалов о роботах-трансформерах. Он является прямым продолжением более раннего мультсериала «Битвы Зверей», и также нарисован с использованием 3D-графики. Основное сюжетное отличие от предшествующего сериала состоит в том, что его действие происходит уже не на Земле, а на Кибертроне — вымышленной родной планете трансформеров. Особенностью данного сериала является и то, что он — самый короткий из всех сериалов о трансформерах (в нём всего 26 серий). 

Слоган мультсериала: «Та же планета. Новая битва».

## Сюжет

### Сезон 1 (серии 1—13)
Отгремели Битвы Зверей. Максималы-победители вместе с пленным Мегатроном возвращаются на Кибертрон. Однако при прохождении сквозь время Мегатрон вырывается из плена и выходит из временно́го потока раньше, вследствие чего он оказывается дома, значительно опередив максималов. Таким образом, когда максималы возвращаются на планету, их встречают там новые враги — Вехиконы (от англ. Vehicle — «транспортное средство»). Это — солдаты Мегатрона, бездушные, лишённые собственного разума и искр трансформеры, ведомые лишь волей своего безжалостного лидера. Поражённые созданным Мегатроном вирусом, максималы теряют память о том, что произошло во время полёта, и оказываются запертыми в своих изначальных звероформах, не имея возможности трансформироваться. Они беспомощны перед армиями Вехиконов и вынуждены убегать от них. Но нечто странное, похожее на видимый только ему шар света, начинает вести Оптимуса Праймала, лидера максималов, позволяя ему найти одного за другим трёх своих соратников — Рэттрэпа, Читора и Чёрную Вдову. Вместе, направляемые всё тем же видением, они спускаются в недра Кибертрона, где обнаруживают Оракул — древний кибертронский суперкомпьютер, предсказавший появление на Кибертроне первых трансформеров. Оракул форматирует максималов заново, давая им новые, технорганические тела — совершенную смесь технологии и органики. Теперь Оптимусу и его команде предстоит заново научиться трансформироваться в роботов и вступить в бой с Вехиконами и Мегатроном. Оракул сообщает Оптимусу, что у Кибертрона, несмотря на всю высокую технологичность этой планеты, имеется «органическое» ядро, и поручает максималам почти невыполнимую задачу: восстановить на Кибертроне равновесие между органикой и технологией. Дело осложняется тем, что Мегатрон, одержимый идеей уничтожить органику и превратить планету в идеальную техно-сферу, готов сделать всё, что в его силах (а силы у него, надо сказать, огромные), чтобы помешать им.

### Сезон 2 (серии 14—26)
Этот сезон имеет собственное название — «Борьба за искры». Оптимус Праймал, заброшенный энергетической бурей в Матрицу, чудесным образом вернулся к жизни. Но Мегатрон тоже не погиб; более того — он смог отделить свою техническую составляющую от органической и, преобразовав себя в гигантскую летающую крепость, приступил к решению своей главной задачи — захвату и поглощению всех оставшихся Искр и превращению Кибертрона в мир чистой техники. Обе стороны пополняют свой состав новыми бойцами и вступают в последнюю смертельную битву. Судьба Кибертрона решается в финальной схватке Праймала и Мегатрона — единственных уцелевших трансформеров. Чтобы не дать Мегатрону завершить его замысел, Оптимус самоотверженно бросается в ядро планеты, увлекая врага с собой. С их гибелью Кибертрон вновь оживает и превращается в цветущий техноорганический рай, где различные формы жизни могут отныне пребывать в мире и согласии.

## Персонажи

### Максималы
- О́птимус Пра́ймал (англ. Optimus Primal) — лидер максималов, его звероформа — горилла. Обвиняет себя в том, что не смог помешать Мегатрону истребить всё живое на Кибертроне, и стремится загладить свою вину[2]. Имея непосредственную связь с великим Оракулом, Оптимус Праймал старается, как может, выполнить его поручение и восстановить Кибертрон, и готов на любые жертвы ради этой цели. Умеет поглощать вражеские выстрелы и перенаправлять их энергию, стреляя мощными зарядами. Также способен летать в режиме робота и стрелять энергетическими дисками-сюрикэнами.
- Чи́тор (англ. Cheetor) — заместитель лидера, боевой командир. Звероформа — гепард. Читор значительно повзрослел после Звериных Войн; теперь он — не беспечный и легкомысленный юноша, а горячий сердцем взрослый, способный брать на себя ответственность и принимать важные решения. Читор исключительно предан своему делу и Оптимусу, хотя однажды был вынужден отстранить его от командования и взять его на себя. Именно ему Праймал впоследствии поручает возглавить кибертронцев.
В качестве оружия Читор имеет при себе две кривые сабли. Он мастерски ими владеет — может не только наносить удары, но и отбивать вражеские выстрелы; объединив свои сабли, может пользоваться ими для того, чтобы планировать в воздухе. Также, развернув их крест-накрест, может метать в качестве режущего бумеранга. В финале сериала, когда Пра́ймал выполнил миссию, он стал новым лидером максималов.
- Рэ́ттрэп (англ. Rattrap) — техник, хакер и изобретатель. Звероформа — крыса; в альт-форме робота вместо ног имеет колёса. Поначалу ему не удавалось трансформироваться в робота, а когда удалось, то выяснилось, что у него нет никакого оружия. Из-за этого другие максималы перестали воспринимать его всерьёз, и это заставило обиженного Рэттрэпа обратиться за содействием к самому Мегатрону, и даже на некоторое время стать его союзником[3]. Однако в конце концов Рэттрэп сумел укрепить свой авторитет в глазах товарищей и снова стал полноценным членом отряда, помогая максималам своими знаниями. Он неутомимо изобретает всевозможные технические новшества, которые предназначаются для использования в качестве оружия или средства камуфляжа. С помощью своего хвоста может подключиться к любой сети и выкачать любую информацию. Кроме того, в хвосте у него находится электрический фонарик.
- Чёрная Вдова (англ. Blackarachnia) — шпионка и воительница; звероформа — гигантский антропоморфный паук. Часто поступает по-своему, никого не слушая и доверяя только своему сердцу. Несмотря на своё предаконское прошлое, она исключительно добра, хотя, как правило, скрывает это от всех. В войне с Мегатроном у неё собственная цель — спасти своего возлюбленного Сильверболта, оказавшегося в рядах вехиконов; она борется за него так же, как во время Звериных Войн на Земле Сильверболт боролся за неё, и в конце концов побеждает[4]. Обладает способностью проводить электричество по своей паутине, которую может выбросить в любом направлении; также имеет на вооружении особые снаряды, окутывающие противника липкой паутиной при соприкосновении.
- На́йтскрим (англ. Nightscream) — выполняет функции воздушной разведки. Звероформа — летучая мышь. Был найден максималами на Кибертроне «застрявшим» в звероформе, и только переформатирование, осуществлённое Праймалом, позволило ему снова обрести способность трансформироваться[5]. Пылкий и добродушный, Найтскрим искренне стремится восстановить мир на Кибертроне. Как и Праймала, его мучает совесть за то, что сам он спасся от техновируса благодаря превращению в технорганическое существо, но не помог этого сделать другим трансформерам. Он в хороших отношениях со всеми максималами, но своим лучшим другом считает Нобла, и после его гибели очень горюет[6]. Найтскрим способен испускать мощные ударные акустические волны, а также высасывать из врагов энергию для самоисцеления и усиления. Кроме того, может усыплять врагов с помощью особого устройства, наподобие жала, которое находится у него во рту.
- Си́льверболт (англ. Silverbolt) — воздушный воин. Звероформа — кондор. Был освобождён от власти своего тёмного «альтер эго» — Джетсторма (хотя Траст продолжает его так называть) — Чёрной Вдовой, однако его гложет стыд за то, что он не только совершал злодеяния, но и получал от этого удовольствие. В прошлом благородный светлый рыцарь, Сильверболт теперь постоянно мрачен, и его главная цель — всегда и повсюду уничтожать вехиконов; в качестве оружия использует свои перья, которые может метать во врагов, как ножи. Лишь в самом конце сериала к нему наконец возвращается душевное равновесие, и он вновь обретает счастье вместе с Чёрной Вдовой.
- Бота́ника (англ. Botanica) — ботаник и геолог. Трансформируется в технорганическое растение. Заботится о технорганических деревьях максималов. Как правило, она не выходит на поле боя и не желает этого, однако при необходимости может быть опасным противником[7]. В режиме растения способна проникать под землёй повсюду, а в режиме робота имеет по мощной электропушке на каждом бедре.
- Нобл/Сэ́видж (англ. Noble/Savage) — уникальный трансформер, поскольку является полностью органическим. Он трансформируется из гуманоидного волка (в облике которого называет себя Ноблом — «благородным»), в огромного дракона (которого называют Сэвидж — «дикарь»), но не имеет режима робота. На самом деле Нобл — это органическое воплощение Мегатрона, созданное, когда тот отделил свою технологическую сторону от органической, и вобравшее в себя то положительное, что было в натуре бывшего командира предаконов[8]. Вначале он жил благодаря тому, что в нём «застряла» искра Мегатрона; но даже тогда, когда она покинула его тело, Нобл не умер и смог даже отчасти сохранить разум. Из всех максималов ему ближе всего был Найтскрим, и он всегда старался защищать его. В конце сериала Нобл пожертвовал своей жизнью, чтобы не дать Мегатрону уничтожить максималов[9].

### Вехиконы
- Мегатро́н (англ. Megatron) — старый антагонист из «Звериных Войн», создатель всей расы Вехиконов. Звероформа — дракон[10]. Исключительно умён, коварен, ироничен. Одержим идеей создать из Кибертрона мир «чистой технологии». Ненавидит и презирает всё органическое, в том числе и в самом себе, и мечтает избавиться от собственной органической составляющей. В конце концов ему это удаётся, и в результате появляется Нобл/Сэвидж, а сам Мегатрон превращается в гигантскую летающую крепость[8][11]. Несмотря на свой крутой и властный нрав, безжалостность и другие качества, присущие типичному злодею, Мегатрон на самом деле — идеалист, жаждущий того, что в его понимании является всеобщей гармонией.
- Дже́тсторм (англ. Jetstorm) — Генерал Аэро-Дронов, трансформируется в самолёт. Чем он только не вооружён: ракетами «воздух-воздух» и «воздух-земля», бластерами и автоматами. Несёт в себе искру Сильверболта, в которого был позже переформатирован. Отличается склонностью к «чёрному юмору» и непомерной гордыней, любит играть со своими жертвами прежде, чем уничтожать их. Тем не менее, оставался вполне лояльным по отношению к Мегатрону вплоть до своего превращения.
- Танко́р (англ. Tankor) — Генерал Танко-Дронов, трансформируется в танк. Вооружён плазменной пушкой и двумя циркулярными пилами на руках. Несёт в себе искру максимала Райнокса. Сам по себе Танкор предельно туп (единственная более-менее связная фраза, которую он произносит: «Танкор — стирать в порошок!»), и желает только услужить Мегатрону. Но когда в нём пробуждается сознание Райнокса, он превращается в хитроумного манипулятора, готового сделать всё, чтобы уничтожить как Оптимуса, так и Мегатрона, и воцариться над Кибертроном единолично[12].
- Траст (англ. Thrust) — Генерал Цикло-Дронов, трансформируется в мотоцикл; в режиме робота вооружён двумя лазерными пушками, вмонтированными в его руки. Несёт в себе искру предакона Оспинатора. Даже несмотря на то что его старая личность полностью подавлена, ему очень нравится быть вехиконом, поскольку он считает, что в этой форме пользуется успехом у девушек, и вообще хорош во всём. Действительно, в своём новом теле он стал не только сильнее, но и умнее, и значительно храбрее. К несчастью, Трасту, как и Оспинатору, постоянно не везёт: он то и дело попадает в неприятности, хотя и с менее тяжёлыми последствиями. 
Траст — единственный из генералов-вехиконов, кто не предал Мегатрона и оставался с ним до тех пор, пока в последнем сражении сам не погиб от руки Читора, забравшего у него искру[13]. Освобождённый Оспинатор был вновь переформатирован, превратившись в маленькую технорганическую осу; правда, сам он от этого отнюдь не в восторге, но, тем не менее, он, по сути дела, оказывается единственным из предаконов, кто выжил в Звериных Войнах от начала до конца.
- Стра́йка (англ. Strika) — Генеральша Нападающих Дронов, трансформируется в бронетранспортёр, вооружена несколькими пушками. В прошлом была одним из известнейших военачальников Кибертрона, но теперь перепрограммирована и служит Мегатрону, используя для этого свои таланты непревзойдённого тактика.
- Обси́диан (англ. Obsidian) — Генерал Коптер-Дронов, трансформируется в конвертоплан[14], вооружён пулемётами. Напарник Страйки, как и она, является блестящим тактиком. Свою преданность Мегатрону обосновывает тем, что Мегатрон есть Кибертрон, и служить ему — значит служить всей планете.
- Исследователь (англ. Diagnostic Drone) — маленький летающий дрон; не имеет искры, но, тем не менее, является единственным из вехиконов, кто достаточно разумен, чтобы рассуждать и действовать самостоятельно. Выполняет роль «лейб-медика» при Мегатроне. Перепрограммирован Танкором, который пытается через него заставить Мегатрона использовать Ключ к Вектору Сигма против максималов[15]. Впоследствии Мегатрон воспользовался экзоскелетом Исследователя как временным вместилищем для своей собственной «искры», пока не создал себе новое тело вместо того, которое было захвачено максималами[6].

## Создание
Работа над мультсериалом началась сразу же после завершения последнего сезона «Битвы зверей». Двух сценаристов — Боба Форварда и Ларри ДиТиллио — заменили Боб Скир и Марти Айзенберг. Замена сценаристов привела к пробелам в сюжетной линии первого сезона, которые, однако, были исправлены в ходе второго сезона.
Согласно комментариям к DVD, мультсериал изначально должен был называться «Охотники на чудовищ» (Beast Hunters), но потом название решили изменить. Персонаж Джетсторм изначально назывался Скайболт, но сценаристы изменили имя, чтобы не было ассоциации с Сильверболтом.
По сравнению с предыдущими проектами, «Зверороботы» включают более «взрослые» элементы повествования. В мультсериале поднимаются темы экологии, власти, борьбы между порядком и хаосом, борьбы за гражданские права, эволюции. Таким образом, мультсериал больше ориентирован на подростковую аудиторию, нежели на детскую.
Также, в отличие от предыдущих серий «Трансформеров», у «Зверороботов» нет оригинальной заглавной музыкальной темы. Создатели использовали уже существующую песню «Phat Planet» группы Leftfield.

## Сиквел
Компания Hasbro в 2001 году подтвердила выход сиквела «Зверороботов», который будет основан на одной серии игрушек и будет называться «Transformers: Transtech». Тем не менее, компания отменила выход сериала, и вместо него был адаптирован недавно вышедший в Японии сериал «Трансформеры: Автороботы». Позднее Fun Publications начали выпускать серию комиксов «Transformers: TransTech», однако это уже была отдельная вселенная.

## Создатели
Режиссёр-постановщик — Кен Хендерсон

Режиссёр озвучивания — Сьюзен Блу

Продюсер — Асаф М. Фипке

Побор актёров — Кэрол Элизабет Савенкофф

Музыка — Боб Бакли

Главный аниматор — Рон Сомбилон

Старшие аниматоры — Скотт Балтджес и Нил Брудер

### Роли озвучивали
Кэтлин Барр — Ботаника

Джим Бирнс — Траст

Кристофер Гейз — Исследователь

Алессандро Юлиани — Найтскрим

Пол Добсон — Танкор, Обсидиан

Брайан Драммонд — Джетсторм

Патрисия Дрейк — Страйка

Дэвид Кай — Мегатрон, Нобл

Иен Джеймс Корлетт — Читор

Скотт МакНил — Рэттрэп, Силверболт, Оспинатор

Ричард Ньюман — Райнокс

Кэрол Элизабет Савенкофф — компьютер Вехиконов, Оракул

Венера Терзо — Чёрная Вдова

Гэрри Чок — Оптимус Праймал